# Costa Rica na Universíada de Verão de 2021
A Costa Rica participou da Universíada de Verão de 2021, que aconteceu em Chengdu, na China, entre 28 de julho e 8 de agosto de 2023.
A delegação teve dois atletas — um masculino e um feminino — em uma única modalidade olímpica.

## Competidores
Estas foram as modalidades e atletas que disputaram a edição:
| Esporte   | Masculino | Feminino | Total |
| --------- | --------- | -------- | ----- |
| Atletismo | 1         | 1        | 2     |
| Total     | 1         | 1        | 2     |

## Desempenho

### Atletismo
Masculino
Provas de pista
| Atleta        | Evento | Qualificação | Qualificação | Semifinal | Semifinal | Final       | Final       | Ref.        |
| Atleta        | Evento | Resultado    | Pos.         | Resultado | Pos.      | Resultado   | Pos.        | Ref.        |
| ------------- | ------ | ------------ | ------------ | --------- | --------- | ----------- | ----------- | ----------- |
| José Elizondo | 400m   | 47.58        | 22 Q         | 47.92     | 19        | Não avançou | Não avançou | [ 3 ] [ 4 ] |
| José Elizondo | 800m   | 1:49.85      | 3 Q          | 1:50.74   | 18        | Não avançou | Não avançou | [ 5 ] [ 6 ] |

Feminino
Eventos combinados
| Atleta        | Evento    | 100m  | SA   | AP   | 200m  | SD   | LD    | 800m    | Final | Pos. | Ref.  |
| ------------- | --------- | ----- | ---- | ---- | ----- | ---- | ----- | ------- | ----- | ---- | ----- |
| Mariel Brokke | Resultado | 13.69 | 1.53 | 8.39 | 25.04 | 5.03 | 22.80 | 2:19.30 | 4 727 | 21   | [ 7 ] |
| Mariel Brokke | Pontos    | 1 023 | 655  | 425  | 883   | 567  | 341   | 833     | 4 727 | 21   | [ 7 ] |

Legenda
| Recorde mundial      | Recorde mundial (World record)               |                       | Recorde africano                      | Recorde africano (African) |                                           | Q | Classificado por posição (Qualified) |
| Recorde olímpico     | Recorde olímpico (Olympic record)            | Recorde da América    | Recorde da América (Americas)         | q                          | Classificado por melhor tempo (Qualified) |   |                                      |
| Melhor marca do ano  | Melhor marca do ano (World leading)          | Recorde asiático      | Recorde asiático (Asian)              | DNS                        | Não largou (Did not start)                |   |                                      |
| Recorde nacional     | Recorde nacional (National record)           | Recorde europeu       | Recorde europeu (European)            | DNF                        | Não terminou (Did not finish)             |   |                                      |
| Recorde pessoal      | Recorde pessoal do atleta (Personal best)    | Recorde da Oceania    | Recorde da Oceania (Oceania)          | DSQ / DQ                   | Desclassificado (Disqualified)            |   |                                      |
| Recorde da temporada | Recorde da temporada do atleta (Season best) | Recorde sul-americano | Recorde sul-americano (South America) | NM                         | Sem marca (No mark)                       |   |                                      |